# Giōrgos Amerikanos
Giōrgos Amerikanos (in greco Γιώργος Αμερικάνος?; Nikaia, 21 dicembre 1942 – 7 ottobre 2013) è stato un cestista e allenatore di pallacanestro greco.

## Carriera
Con la Grecia ha disputato due edizioni dei Campionati europei (1961, 1965).

## Palmarès

### Giocatore
- Campionato greco: 6

AEK Atene: 1962-63, 1963-64, 1964-65, 1965-66, 1967-68, 1969-70
- Coppa delle Coppe: 1

AEK Atene: 1967-68